# Camcopter S-100
Camcopter S-100  — багатоцільовий безпілотний вертоліт. Розроблений і створений австрійською фірмою Schiebel. Розробка велася з 2003 по 2005. Станом на 2019 рік стоїть на озброєнні у арміях ряду країн. Планер апарата побудований із композитних матеріалів. Навігація здійснюється за допомогою системи GPS, ГЛОНАСС. Управління може здійснюватися на відстані до 50, 90 і 200 кілометрів від бази в зоні прямої радіовидимості (залежить від вибраної антени головного каналу зв'язку).

## Характеристики

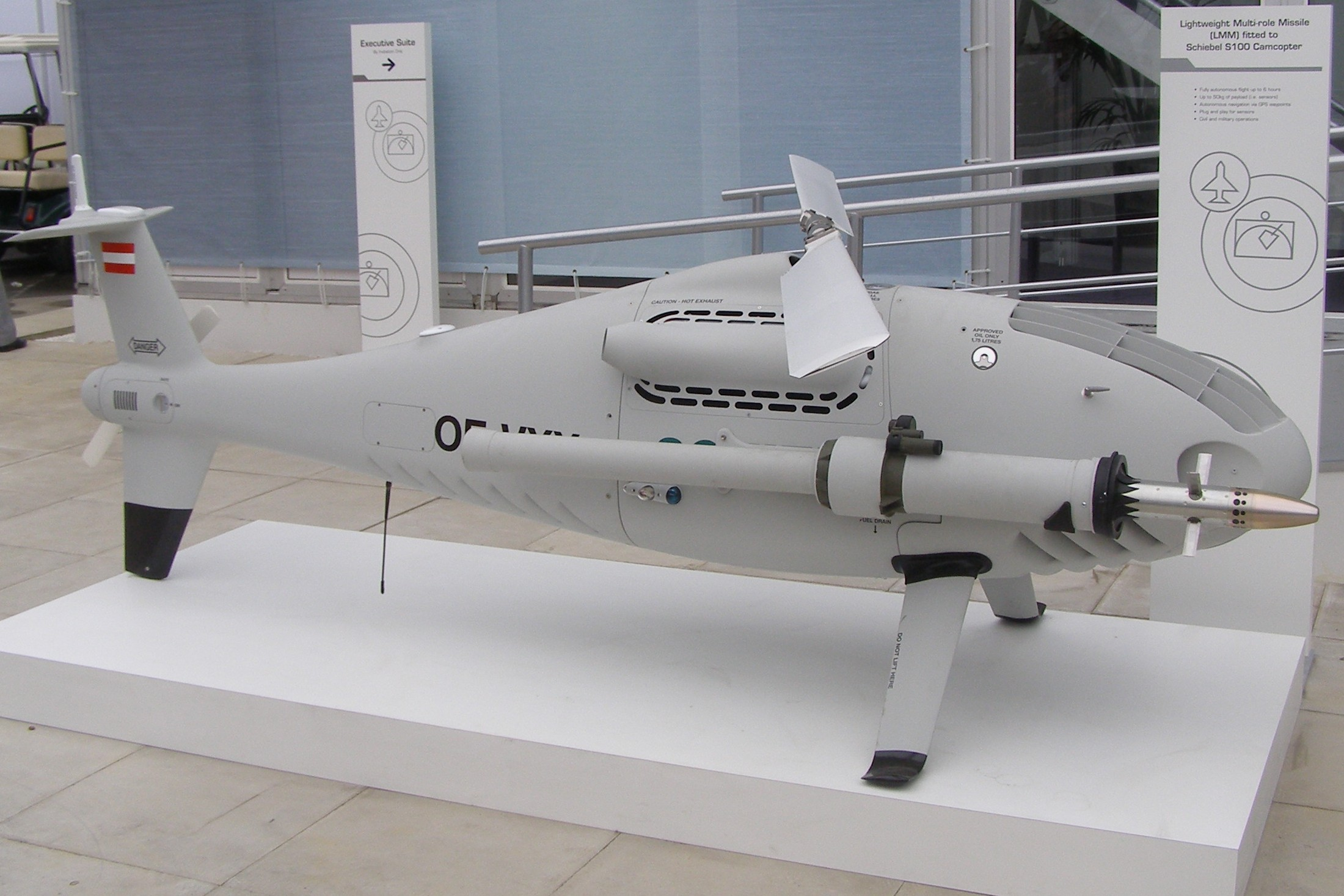
S-100 з легкими багатоцільовими ракетами

Апарат може використовуватися сухопутними і морськими силами.
Дальність польоту - до 180 км, тривалість місії 6 годин при корисному навантаженні 25 кг. Дані передаються чотирма відеоканалами. Крім традиційних оптоелектронних систем, S-100 може бути оснащений РЛС з синтезованою апертурою .
Зліт і посадка S-100 на непідготовлений майданчик можливі в автоматичному, напівавтоматичному і ручному режимі. При корабельному базуванні захід літального апарата на посадку можливий з боку корми і швидкості ходу корабля до 8 вузлів. Максимальне хвилювання моря при зльоті та посадці ЛА — не більше 5 балів. Сила вітру при зльоті та посадці ЛА — не більше 20 вузлів. Напрямок вітру — довільний.
Активно застосовується в гірській місцевості.

## Використання
БПЛА Camcopter S-100 призначений для цивільного і військового застосування. У разі військового застосування S-100 використовують для:
- спостереження за маршрутом
- прикордонного контролю
- знешкодження саморобних вибухових пристроїв
- складання карт мінних полів
- конвоювання
- раннього попередження
- виявлення і захоплення цілі
- управління вогнем
- оцінки понесених втрат.

Перше замовлення на 40 апаратів надійшло з армії ОАЕ. Замовниками з різних країн вже замовлено близько 200 БПЛА.
S-100 пройшли ходові випробування у ВМС Індії на борту INS Суджату (P56) в жовтні 2007 року. Льотні випробування відбулися також на борту фрегата ВМС Пакистану Тип 21 в Аравійському морі 16 березня 2008, з подальшим морським тестування 14 квітня 2008 на іспанському кораблі Цивільної Гвардії Ріо Міньо.
Німецький флот провів тестування протягом трьох тижнів в серпні та вересні 2008 року на корветах класу Брауншвейг і Магдебург. Було проведено більше 130 вильотів БПЛА.
ВМС Франції здійснило випробувальні польоти у вересні та жовтні 2008 року, з запусками Camcopter упродовж чотирьох днів на баржі в Атлантичному океані і ще трьох днів на фрегаті Монткалм (D642).
Лівія замовила чотири Camcopter у 2009 році, які були передані в користування бригаді Хаміса.
Йорданія замовила два S-100 з L-3 Wescam MX-10 ЕО —ІК у липні 2010 року і отримала їх у лютому 2011 року.
ВАТ «Горизонт» (Ростов-на-Дону) спільно з Schiebel налагодили виробництво безпілотних вертольотів у Росії, де комплекс носить назву БАК «Горизонт Ейр S-100». У 2011 році комплекс пройшов випробування на кораблі та в умовах гірської місцевості, де підтвердив ТУ виробника з перевищенням. Росія використовує Camcopter S-100 в прикордонній службі.
У 2010 році ВМС Китаю придбали 18 таких систем. Два роки по тому, у травні 2012 року безпілотний БПЛА Camcopter S-100 був сфотографований під час використання на китайському кораблі Тип 054A з фрегата Японських Морських сил самооборони.
У квітні 2012 року Camcopter став першим безпілотний вертольотом, що злетів з корабля італійського військово-морського флоту, він був випробуваний під час польоту від ММ Bersagliere (F-584). У лютому 2014 року ВМС Італії вибрали S-100 як основну безпілотну літальну систему з базуванням на суднах, де він використовуватиметься для розвідки, спостереження і рекогностування. Також планується додатково виконувати інші види діяльності, зокрема пошук і порятунок в стихійних лихах.
Королівський австралійський військово-морський флот випробував вертоліт фірми Schiebel у червні 2013 року.
В Україні Camcopter S-100 використовується місією ОБСЄ для спостереження за війною на сході України. У травні 2016 року бойовики збили безпілотний апарат ОБСЄ в районі Горлівки.
Прийняття на озброєння цього безпілотного літального апарата вертикального зльоту та посадки розглядає Греція, для його випробувань та демонстрації S-100 у липні 2021 року розмістили на борту фрегата Aigaion (F460) класу Elli. Упродовж тижня S-100 продемонстрував свої дальність, витривалість і швидкість, а також свої можливості морського спостереження та виявлення ВМС Греції.

## Бойове застосування

### Російсько-українська війна
СММ ОБСЄ використовувала БПЛА Camcopter S-100 для виконання своєї місії з жовтня 2014 року. В лютому 2019 року один такий БПЛА було збито над окупованою Луганщиною.
У квітні 2022 року під час вторгнення Росії в Україну українські війська збили російський «Горизонт», що є ліцензійною копією Camcopter S-100.

## Оператори

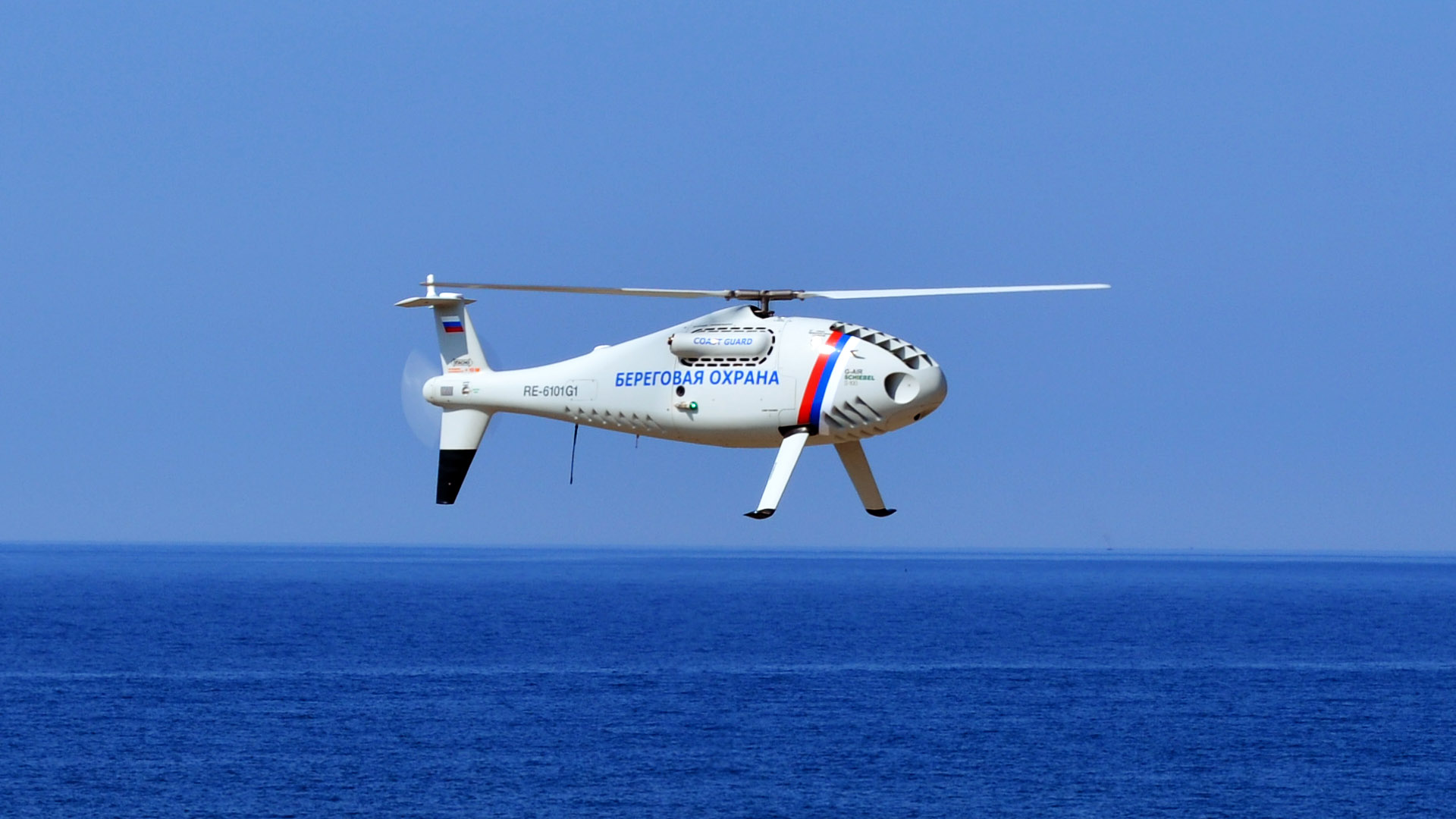
Gorizont G-Air S-100

- Китай
- Єгипет
- Німеччина
- Італія
- Йорданія
- Лівія
- Росія
- Об'єднані арабські емірати